# Neuendorf 9 (Quedlinburg)
Das Haus Neuendorf 9 war ein denkmalgeschütztes Gebäude in der Stadt Quedlinburg in Sachsen-Anhalt. 
Das Fachwerkhaus befand sich im nördlichen Teil der historischen Quedlinburger Altstadt und war im örtlichen Denkmalverzeichnis eingetragen. Es wurde im Jahr 1733 durch den Zimmermeister Joachim Trost gebaut. Auf ihn verwies die am Haus befindliche Inschrift M J A T ZM. Das Gebäude wurde vor 1990 abgerissen.